# Pseudolysimachion dauricum
Pseudolysimachion dauricum là một loài thực vật có hoa trong họ Mã đề. Loài này được (Steven) Holub miêu tả khoa học đầu tiên năm 1967.